# Fort Calhoun
Fort Calhoun – miasto w Stanach Zjednoczonych, w stanie Nebraska, w hrabstwie Washington.